# Vandy Rattana
Vandy Rattana (* 1980 in Phnom Penh) ist ein kambodschanischer Fotograf.

## Leben und Werk
Vandy Rattana studierte Rechtswissenschaft an der Paññāsāstra University of Cambodia und begann 2005 zu fotografieren. Als Fotograf ist er Autodidakt.
Einige Fotoserien von Rattana sind Looking In (2005–2006), Fire of the year series (2008) und Walking Through (2008–2009). Seine Serien haben sowohl Merkmale des Fotojournalismus als auch der Künstlerischen Fotografie. 2012 stellte Rattana Vandy auf der dOCUMENTA (13) aus.
Ein wichtiges Thema Rattanas ist die Bombardierung Kambodschas durch die Amerikaner zwischen 1964 und 1975. Er bereiste die zehn am stärksten betroffenen Provinzen, sammelte unterwegs Berichte von Zeitzeugen und spürte Bombenkrater auf. Daraus resultierten die Fotoserien Takeo (2009) und Bomb Ponds (2011), sowie ein Einkanalvideo.